# Ammogarypus
Genre
Ammogarypus est un genre de pseudoscorpions de la famille des Garypidae.

## Distribution
Les espèces de ce genre se rencontrent en Namibie et en Afrique du Sud.

## Liste des espèces
Selon Pseudoscorpions of the World (version 3.0) :
- Ammogarypus kalaharicus Beier, 1964
- Ammogarypus lawrencei Beier, 1962
- Ammogarypus minor Beier, 1973

## Publication originale
- Beier, 1962 : Pseudoscorpioniden aus der Namib-Wüste. Annals of the Transvaal Museum, vol. 24, p. 223-230.